# Pallacanestro ai Giochi della XXVIII Olimpiade - Torneo femminile

## Risultati

### Fase a gironi

#### Gruppo A
| Squadra   | P.ti | G  | V | P | PF  | PS  | DP   |
| --------- | ---- | -- | - | - | --- | --- | ---- |
| Australia | 10   | 5  | 5 | 0 | 418 | 313 | +105 |
| Russia    | 9    | 5  | 4 | 1 | 389 | 333 | +56  |
| Brasile   | 8    | 5  | 3 | 2 | 430 | 361 | +69  |
| Grecia    | 7    | 5  | 2 | 3 | 353 | 392 | -39  |
| Giappone  | 6    | 15 | 1 | 4 | 381 | 485 | -104 |
| Nigeria   | 5    | 5  | 0 | 5 | 335 | 422 | -87  |

#### Gruppo B
| Squadra       | P.ti | G | V | P | PF  | PS  | DP   |
| ------------- | ---- | - | - | - | --- | --- | ---- |
| Stati Uniti   | 10   | 5 | 5 | 0 | 430 | 285 | +145 |
| Spagna        | 9    | 5 | 4 | 1 | 368 | 334 | +34  |
| Rep. Ceca     | 8    | 5 | 3 | 2 | 408 | 375 | +33  |
| Nuova Zelanda | 7    | 5 | 2 | 3 | 321 | 414 | -93  |
| Cina          | 6    | 5 | 1 | 4 | 360 | 406 | -46  |
| Corea del Sud | 5    | 5 | 0 | 5 | 320 | 393 | -73  |

### Fase finale

#### Piazzamenti 9º-12º posto
Spareggio 11º-12º posto
| Squadra 1 | Risultato | Squadra 2     |
| --------- | --------- | ------------- |
| Nigeria   | 68-64     | Corea del Sud |

Spareggio 9º-10º posto
| Squadra 1 | Risultato | Squadra 2 |
| --------- | --------- | --------- |
| Giappone  | 63-82     | Cina      |

##### Risultati
| Atene 24 agosto 2004, ore 9:00 | Nigeria | 68 – 64 referto | Corea del Sud | Helliniko Olympic Arena |

| Atene 24 agosto 2004, ore 11:15 | Giappone | 63 – 82 referto | Cina | Helliniko Olympic Arena |

#### Quarti di finale
| Squadra 1   | Risultato | Squadra 2     |
| ----------- | --------- | ------------- |
| Stati Uniti | 102-72    | Grecia        |
| Russia      | 70-49     | Rep. Ceca     |
| Spagna      | 63-67     | Brasile       |
| Australia   | 94-55     | Nuova Zelanda |

##### Risultati
| Atene 25 agosto 2004, ore 14:00 | Stati Uniti | 102 – 72 referto | Grecia | OAKA |

| Atene 25 agosto 2004, ore 16:45 | Russia | 70 – 49 referto | Rep. Ceca | OAKA |

| Atene 25 agosto 2004, ore 20:00 | Spagna | 63 – 67 referto | Brasile | OAKA |

| Atene 25 agosto 2004, ore 22:15 | Australia | 94 – 55 referto | Nuova Zelanda | OAKA |

#### Piazzamenti 5º-8º posto
Spareggio 7º-8º posto
| Squadra 1 | Risultato | Squadra 2     |
| --------- | --------- | ------------- |
| Grecia    | 87-83     | Nuova Zelanda |

Spareggio 5º-6º posto
| Squadra 1 | Risultato | Squadra 2 |
| --------- | --------- | --------- |
| Rep. Ceca | 79-68     | Spagna    |

##### Risultati
| Atene 27 agosto 2004, ore 9:00 | Grecia | 87 – 83 referto | Nuova Zelanda | OAKA |

| Atene 27 agosto 2004, ore 11:15 | Rep. Ceca | 79 – 68 referto | Spagna | OAKA |

#### Semifinali
| Squadra 1 | Risultato | Squadra 2   |
| --------- | --------- | ----------- |
| Russia    | 62-66     | Stati Uniti |
| Brasile   | 75-88     | Australia   |

##### Risultati
| Atene 27 agosto 2004, ore 14:30 | Russia | 62 – 66 referto | Stati Uniti | OAKA |

| Atene 27 agosto 2004, ore 16:45 | Brasile | 75 – 88 referto | Australia | OAKA |

#### Finali

##### Finale 3º-4º posto
| Atene 28 agosto 2004, ore 14:00 | Russia | 71 – 62 referto | Brasile | OAKA |

##### Finale 1º-2º posto
| Atene 28 agosto 2004, ore 16:15 | Stati Uniti | 74 – 63 (17-14, 29-26, 52-50) referto | Australia | OAKA |

## Classifica finale
| Campione olimpico | Campione olimpico | Campione olimpico | Campione olimpico |
| --- | ----------------- | --- | ----------------- |
| Stati Uniti4 Johnson, 5 Staley, 6 Bird, 7 Swoopes, 8 Riley, 9 Leslie, 10 Catchings, 11 Thompson, 12 Taurasi, 13 Griffith, 14 Smith, 15 Cash, All. Van Chancellor |                   | |                   |
| Argento | Australia         | Australia4 Poto, 5 Tranquilli, 6 Brondello, 7 Taylor, 8 Batkovic, 9 Fallon, 10 Harrower, 11 Summerton, 12 Snell, 13 Porter, 14 Sporn, 15 Jackson, All. Jan Stirling                         |                   |
| Bronzo | Russia            | Russia4 Artešina, 5 Rachmatulina, 6 Vodop'janova, 7 Gustilina, 8 Baranova, 9 Šč'egoleva, 10 Korstin, 11 Stepanova, 12 Kalmykova, 13 Karpova, 14 Osipova, 15 Archipova, All. Vadim Kapranov  |                   |
| 4. | Brasile           | Brasile4 Adrianinha, 5 Helen, 6 Karla, 7 Leila Sobral, 8 Iziane, 9 Janeth, 10 Vivian, 11 Silvinha, 12 Érika, 13 Alessandra, 14 Cíntia Tuiú, 15 Kelly, All. Antônio Barbosa                  |                   |
| 5. | Rep. Ceca         | Rep. Ceca4 Veselá, 5 Večeřová, 6 Voračková, 7 Hartigová, 8 Uhrová, 9 Machová, 10 Hamzová, 11 Pavlíčková, 12 Borecká, 13 Kulichová, 14 Klimešová, 15 Vítečková, All. Jan Bobrovský           |                   |
| 6. | Spagna            | Spagna4 Blanco, 5 Sánchez, 6 Palau, 7 Martínez, 8 Fernández, 9 Valdemoro, 10 Aguilar, 11 García, 12 Pons, 13 Ferragut, 14 Cebrián, 15 Pascua, All. Vicente Rodríguez                        |                   |
| 7. | Grecia            | Grecia4 Kavvadia, 5 Kōstakī, 6 Delī, 7 Kalentzou, 8 Tasoulī, 9 Maltsī, 10 Saregkou, 11 Vasileiou, 12 Stachtiarī, 13 Samoroukova, 14 Christoforakī, 15 Kligkopoulou, All. Giōrgos Tsitskarīs |                   |
| 8. | Nuova Zelanda     | Nuova Zelanda4 Walker, 5 Cotton, 6 Marino, 7 Wielens, 8 Compain, 9 Loffhagen, 10 G. Farmer, 11 Tupu, 12 S. Farmer, 13 Ofsoski, 14 Cameron, 15 Kerr, All. Tom Maher                          |                   |
| 9. | Cina              | Cina4 Song, 5 Bian, 6 Pan, 7 Hu, 8 Miao, 9 Zhang, 10 Sui, 11 Ye, 12 Chen L., 13 Wang, 14 Ren, 15 Chen N., All. Gong Luming                                                                  |                   |
| 10. | Giappone          | Giappone4 Hamaguchi, 5 Konno, 6 Ōyama, 7 Yabuuchi, 8 Kawabata, 9 Kawakami, 10 Yano, 11 Eguchi, 12 Tachikawa, 13 Ōga, 14 Yashiro, 15 Nagata, All. Tomohide Utsumi                            |                   |
| 11. | Nigeria           | Nigeria4 Umoh, 5 Aluka, 6 Akiode, 7 Negedu, 8 Oha, 9 Mohammed, 10 Iyorhe, 11 Udoka, 12 Sadiq, 13 Amachree, 14 Rafiu, 15 Ogugua, All. Sam Vincent                                            |                   |
| 12. | Corea del Sud     | Corea del Sud4 Kim Y., 5 Lee M., 6 Kim J., 7 Kang, 8 Jo, 9 Heo, 10 Byeon, 11 Park, 12 Jeong, 13 Lee J., 14 Kim G., 15 Hong, All. Park Myeong-su                                             |                   |